# Aeolesthes externa
Aeolesthes externa là một loài bọ cánh cứng trong họ Cerambycidae.